# ملکه حمیرا
ملکه حمیرا در ۲۴ ژوئیه ۱۹۱۸ به دنیا آمد وی همسر محمدظاهرشاه بود. او در بسیاری از سفرهای خارجی از جمله سفر به آمریکا با ظاهرشاه همراه بود. خانم حمیرا در عرصه‌های اجتماعی و آموزشی در افغانستان فعالیت داشت و از مسئولان نهاد «جمعیت زنان» از نهادهای دفاع از حقوق زن بود. ملکه حمیرا حکام را تشویق می‌کرد که نقش زنان را در عرصه‌های اقتصادی و اجتماعی نادیده نگیرند. او در فعالیت‌های داوطلبانه از جمله جمعیت صلیب سرخ سهم داشت. ملکه حمیرا از سال ۱۹۳۳ تا سال ۱۹۷۳ ملکه افغانستان بود. وی در ۲۶ ژوئن ۲۰۰۲ در رم در سن ۸۳ سالگی درگذشت.